# 三町半左
三町 半左（さんちょう はんざ、1928年7月10日-2019年1月16日）は、埼玉県所沢市出身の漫画家。本名、山畑儀雄。

## 来歴
- 1952年、小学館の学習誌でデビュー。
- 1954年、「山中鹿之助」(小六)
- 1955年、「義経物語」「天兵童子」「富士の山彦」「三人の王者」「少年いなづま隊」「太閤記」（以上、小五、小六の別冊付録）
- 1956年、「秘剣小鳥丸」「天草四郎」「八犬伝」（小六別冊付録）
- 1957年、「風雲たねがしま」「鷹笛童子」「姫さまは月の人」「おお！弁慶」「葉がくれの王者」「日本のたける」（小六別冊付録）
- 1958年、小三本誌に「小さな天使」小六本誌に「からて王子」「すすめダンゴロ」「義経物語」を連載。この頃から病気悪化のため執筆量が減少。
- 1960年、「少年事件記者」（小五別冊）、「少年記者笛太郎」小五4～9月号連載以降、小学館学習誌への執筆はない。
- 1965年、絵本『ゆめうりポンチ』が出版され、これが唯一の単行本。
- 1967年、9月から「赤旗日曜版」に「マキのうた」を1968年8月まで連載。

結核の悪化に伴い入退院を繰り返し、執筆を断念した後所沢市で新聞販売店を経営し、のちに社団法人日本新聞販売協会会長として再販問題に取り組む。
少年飛行兵だったが、肺結核にかかり入院。1952年、小康を得て退院時に医師に「ものを書いて生きていきたい」と話したところ、小学館の編集局長に「漫画家のタマゴを育ててやってくれんか」と声をかけてもらった。ものを書くというのは小説を、というつもりだったが、出版社に出入りしておれば、そのうち小説を書くチャンスもあろうか、と漫画を描き始めた。地域の新聞に見よう見まねの漫画やカットを描いていただけで、絵の基礎はなかったという。（中作清臣著『三町半左―まぼろしの漫画家の謎を追う』）
漫画家みなもと太郎は、まんが研究書で三町半左をとりあげた最初の人。その著書『お楽しみはこれもなのじや―― 漫画の名セリフ』（角川書店）のなかで、「三町半左氏の作品には常に主張がある。『弱者の抵抗』が多くの作品のテーマになっている」と書いている。
ファンによる『三町半左―まぼろしの漫画家の謎を追う』（中作清臣著・2005年10月・私家版、及び外部リンク参照）によれば「三町半左は、時代漫画である。顔の造形が極端にデフォルメされていた。映画的な場面転換を得意とした。コマの中の空白の取り方が斬新だった。疾走するといった場面が多く、スピード感があった。」とのことである。
安田荷葉『三町半左』(私家版・2019年）に全作品年表がある。

## 書籍
- 絵本『ゆめうりポンチ』（1965年、岩崎書店ポニー・ブック）